# Tamarix tetrandra
Tamarix tetrandra är en tamariskväxtart som beskrevs av Pall. och Friedrich August Marschall von Bieberstein. Tamarix tetrandra ingår i släktet tamarisker, och familjen tamariskväxter. Inga underarter finns listade.

## Bildgalleri

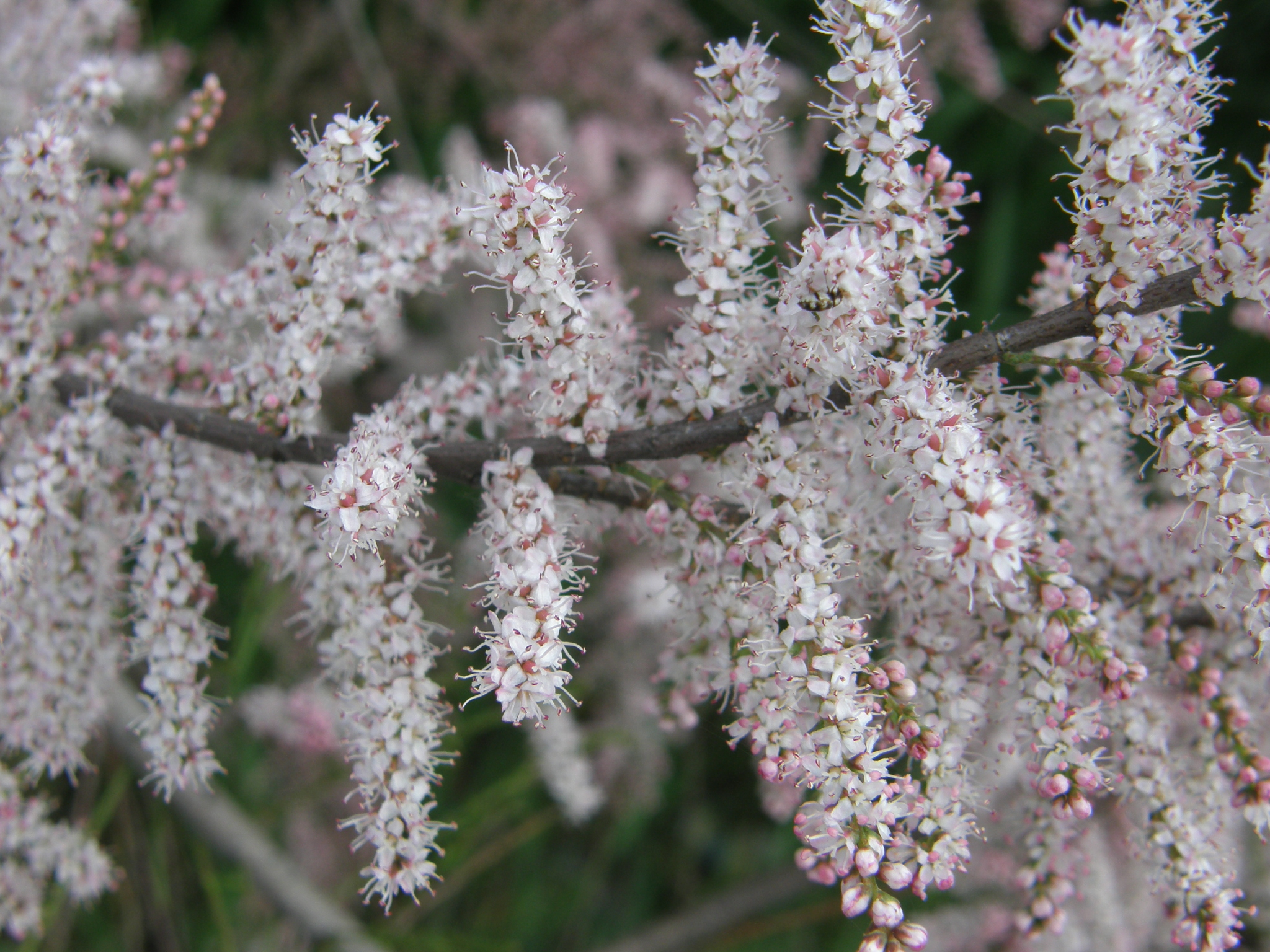
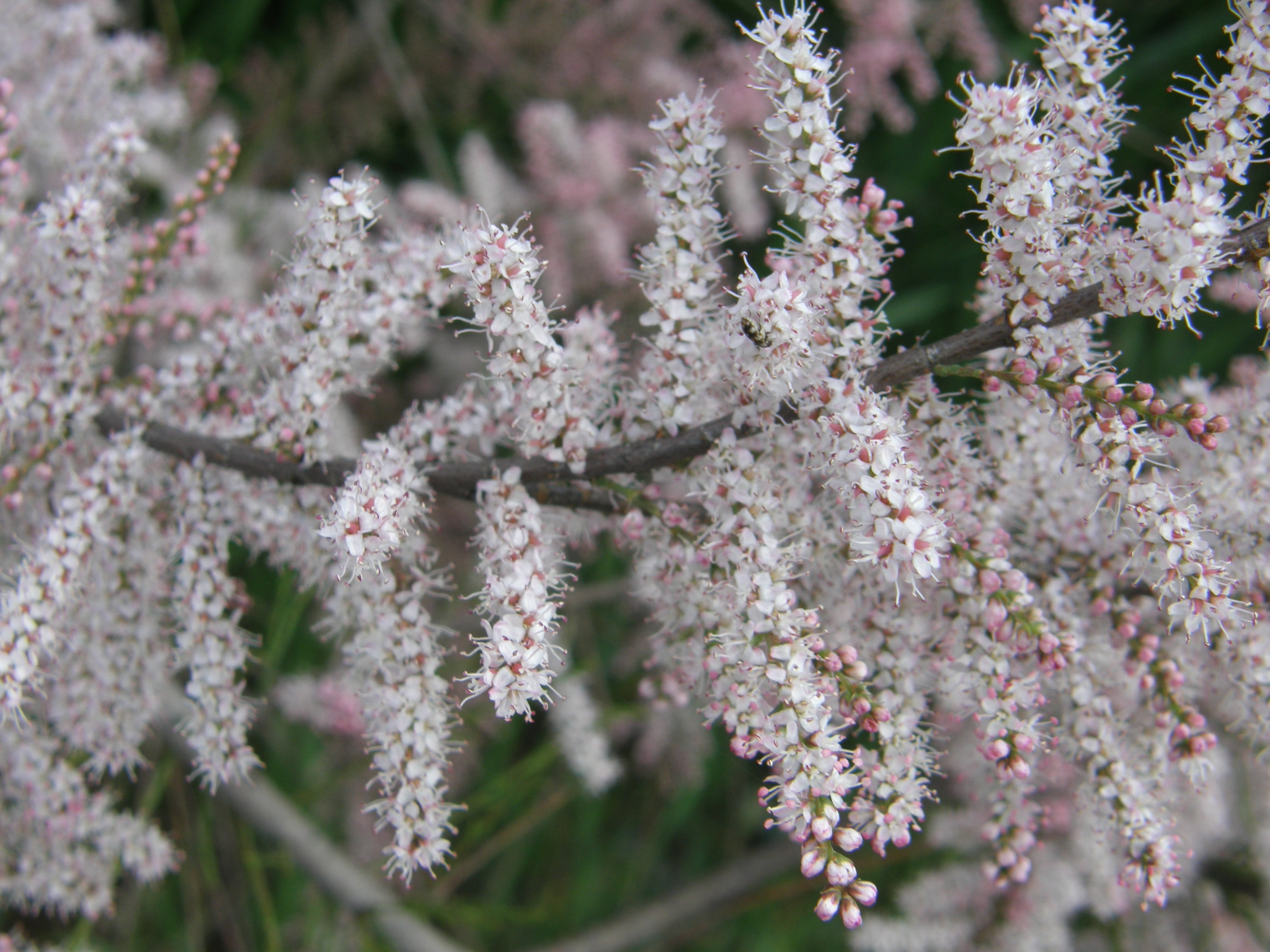
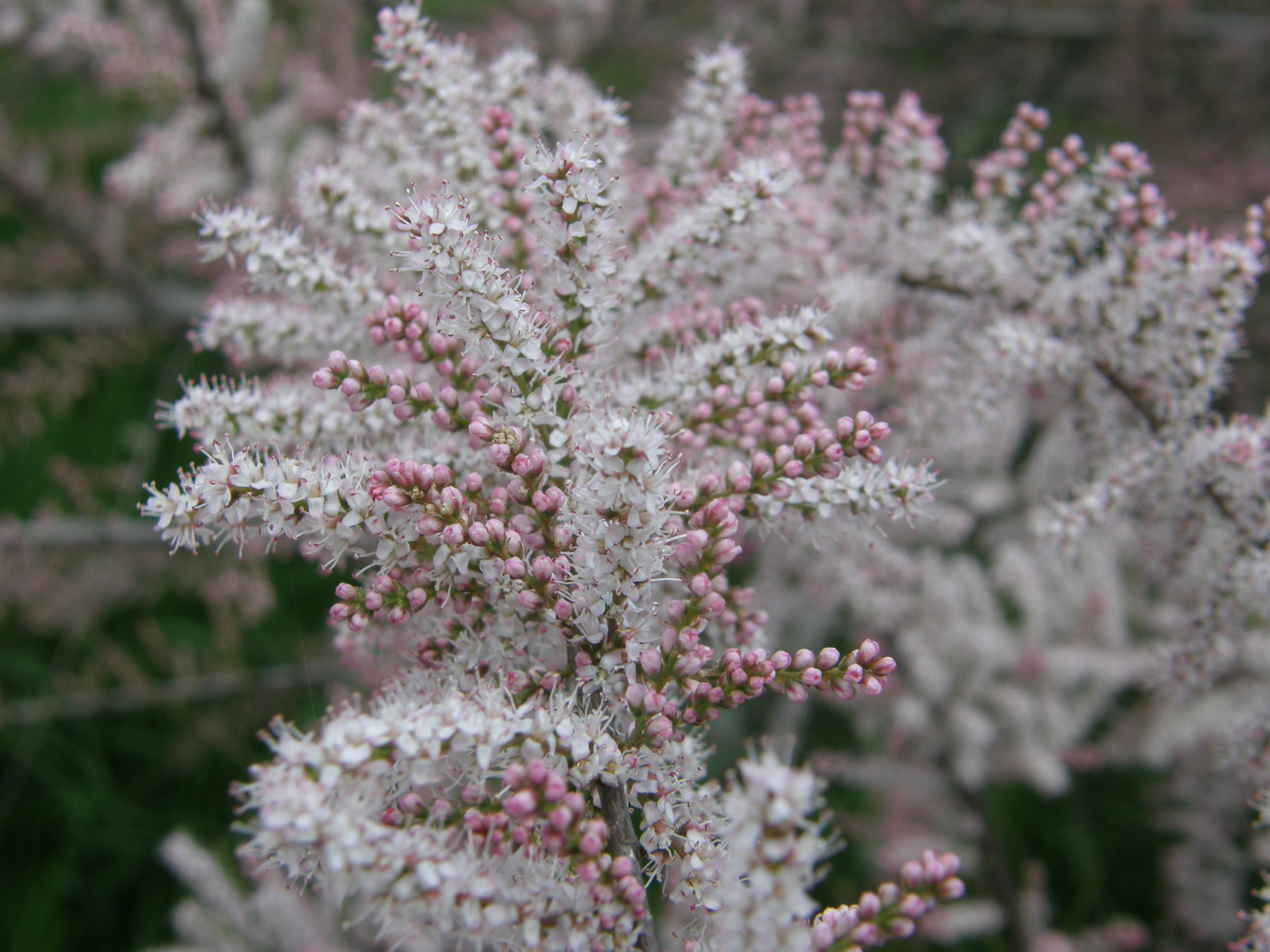
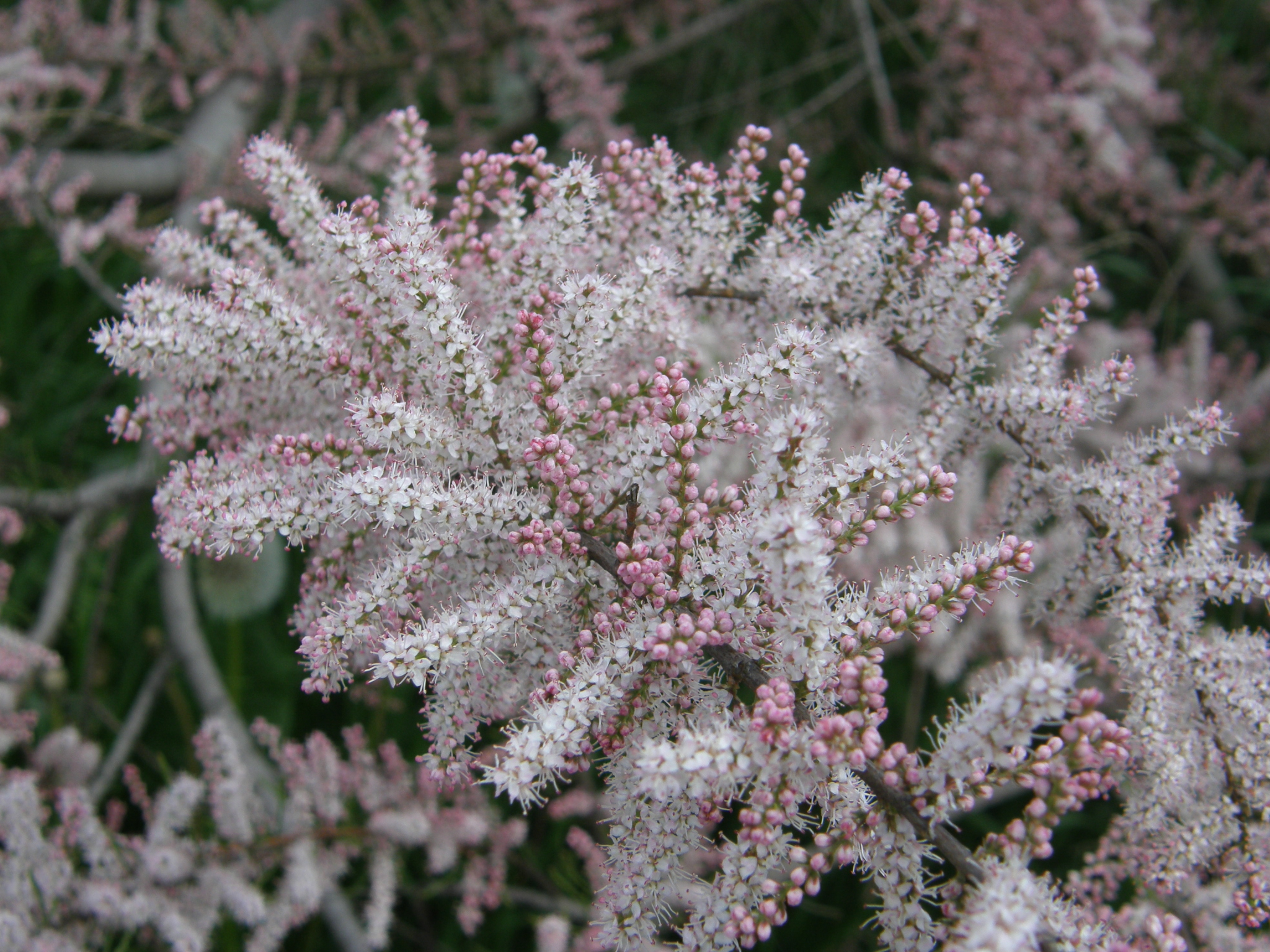
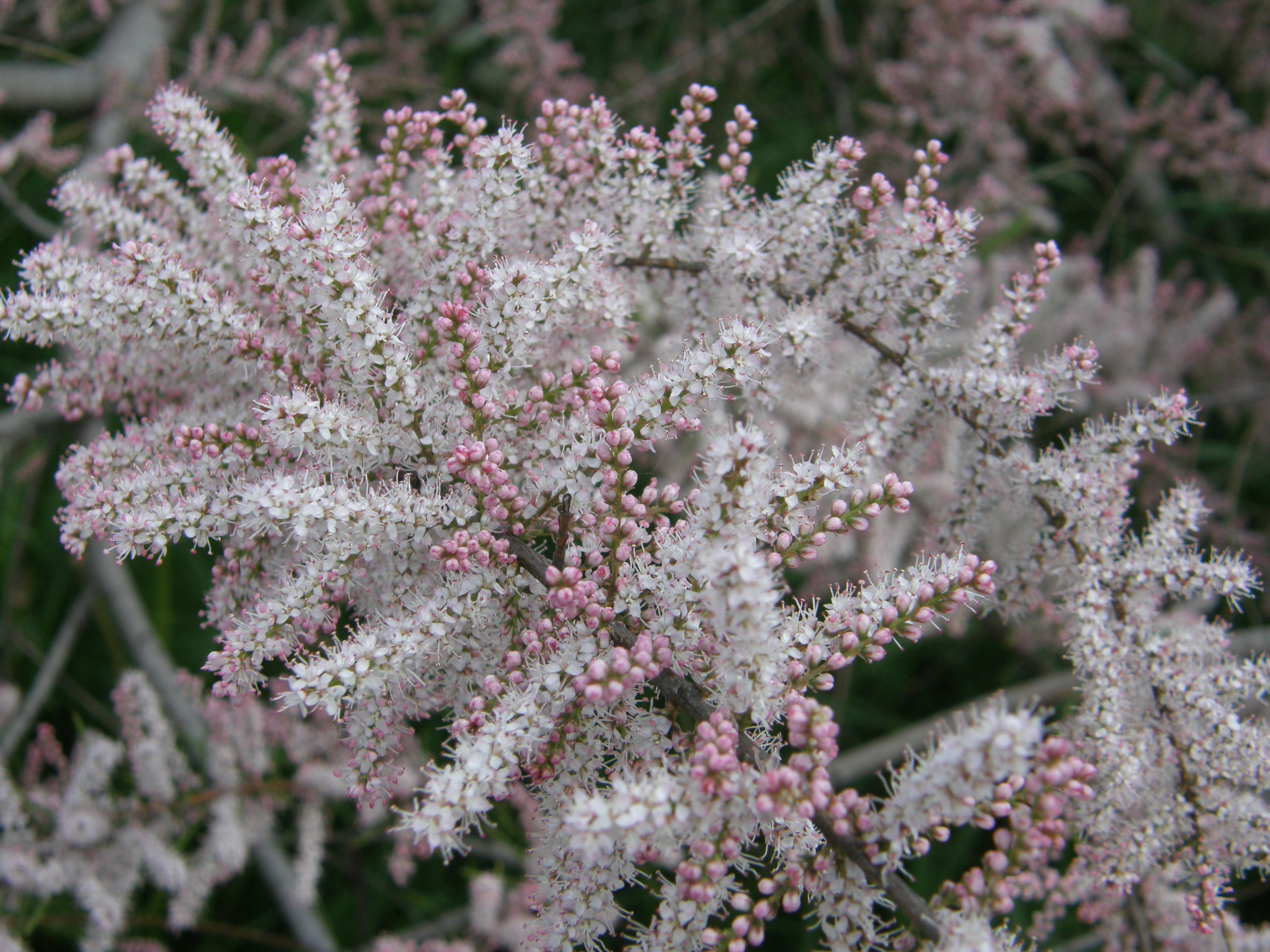
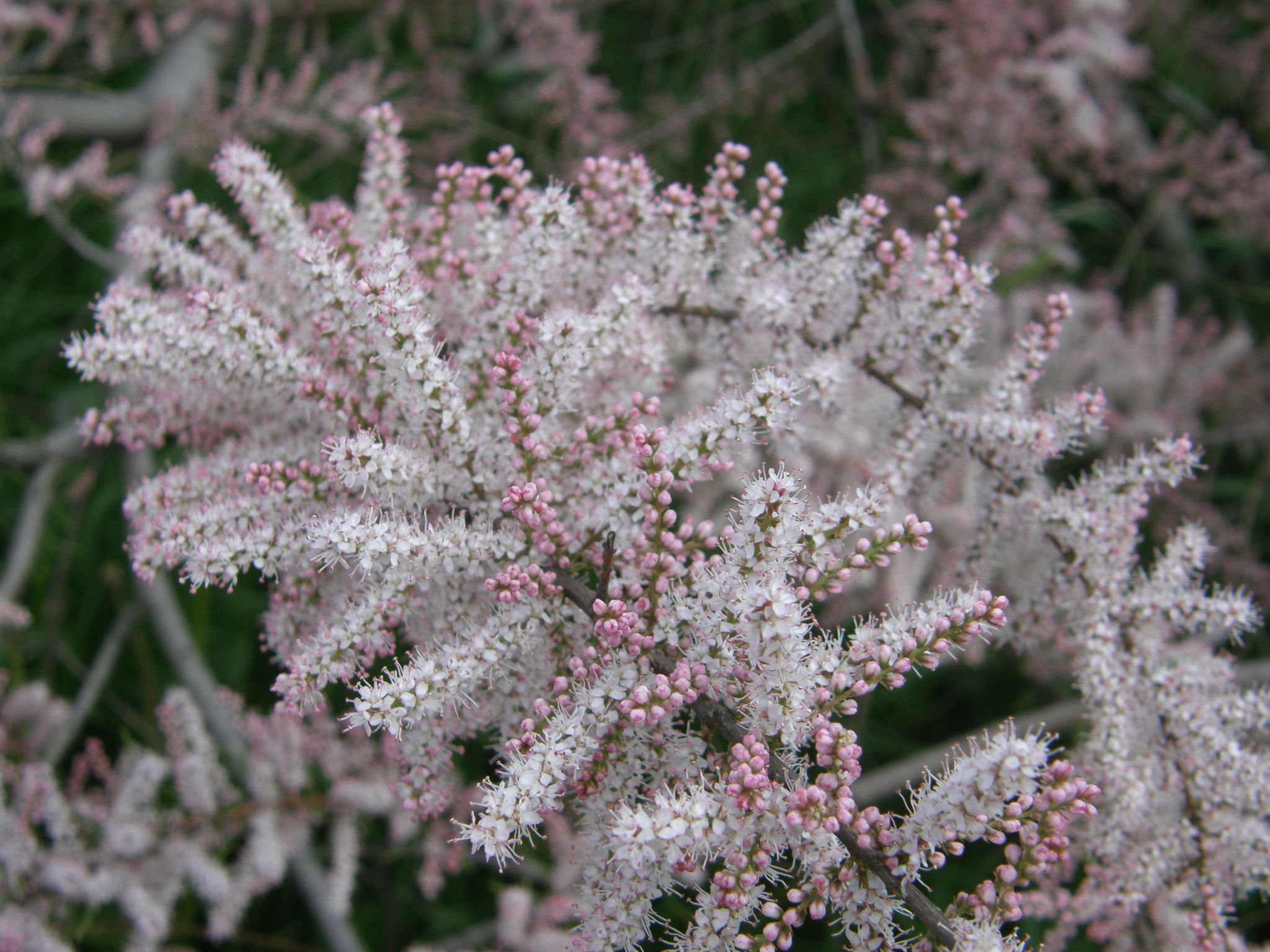